# Shandi Finnessey

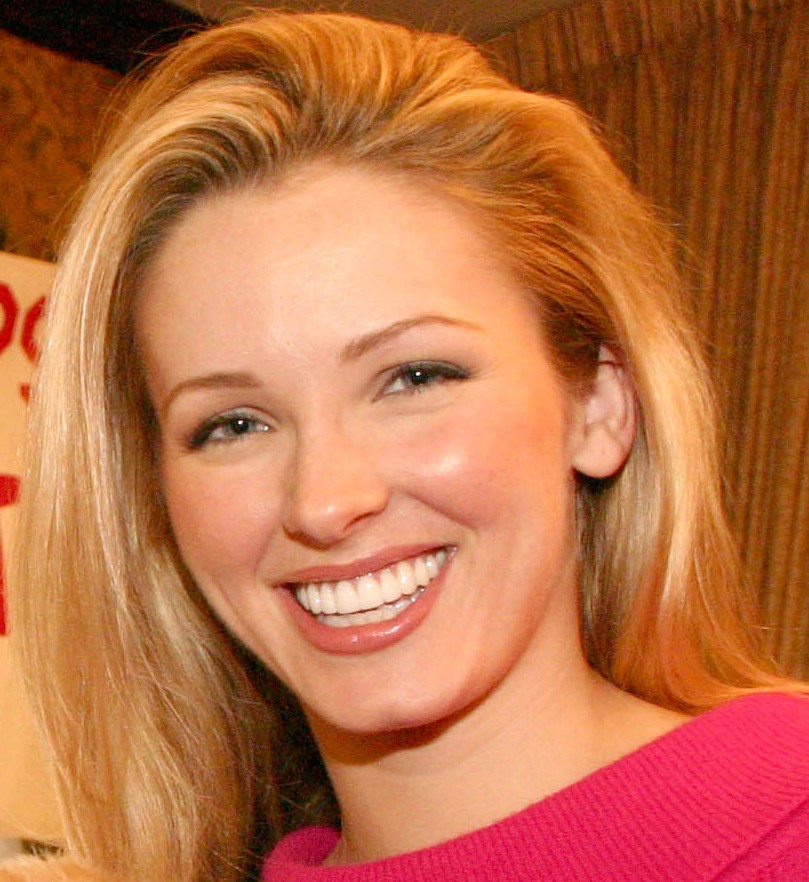
Shandi Finnessey

Shandi Ren Finnessey, nascida em 9 de junho de 1978, Florissant, Missouri, é uma Miss USA, modelo, e apresentadora de televisão americana. Ela é mais conhecida por ter ganhado o título de Miss USA 2004 e por ter ficado em 2° lugar no Miss Universo do mesmo ano, tendo competido também no Miss America. Em 2002, ela escreveu um livro destinado ao público infantil chamado "The Furrtails". Em 2012, Shandi retorna à televisão, sendo co-apresentadora do Miss Universo. Além disso, ela é casada desde 2015 e tem um filho, que nasceu em 2016.

## Participação em concursos de beleza
Shandi competiu no Miss Missouri 2000 e 2001 e também competiu no Miss Oktoberfest em 2000.
Em 2003 representou o Missouri no Miss América. Meses depois, em sua terceira tentativa, ela vencue o Miss Missouri USA 2014, o que lhe deu um passe para o Miss USA 2004.

### Miss USA 2004
Shandi venceu o Miss USA 2004 em abril de 2004 e foi a primeira de seu estado a vencer o título nacional.

### Miss Universo 2004
No Miss Universo 2004, Shandi ficou em 2º lugar, atrás apenas da vencedora, a australiana Jennifer Hawkins.

## Vida pessoal
Shandi é casada desde julho de 2015 com Ben Higgins.
Em 10 de junho de 2016 ela deu à luz seu primeiro filho, um menino chamado Arthur. Ela fez o anúncio do nascimento em seu Instragram.